# Кит (фильм, 2022)
«Кит» (англ. The Whale) — художественный драматический фильм 2022 года режиссёра Даррена Аронофски по сценарию Сэмюэля Д. Хантера, основанному на его одноимённой пьесе. В главных ролях — Брендан Фрейзер, Сэди Синк, Хонг Чау, Саманта Мортон, Тай Симпкинс. Фильм рассказывает о жизни затворника, учителя английского языка с патологическим ожирением, который пытается наладить отношения со своей дочерью-подростком.
Премьера картины состоялась 4 сентября 2022 года на 79-м Венецианском кинофестивале. Фильм вышел в ограниченный прокат в США 9 декабря 2022 года, а 21 декабря — в широкий прокат. Общемировые сборы «Кита» составили 54,9 миллиона долларов при бюджете в 3 миллиона долларов. Фильм вызвал неоднозначную реакцию у аудитории: хотя критики высоко оценили игру актёров, особенно Фрейзера и Чау, они остались недовольны тем, как в картине показана борьба с ожирением.
За исполнение главной роли Фрейзер получил премию «Оскар», премию «Выбор критиков» и премию Гильдии киноактёров США как лучший актёр. Фильм также удостоился «Оскара» за лучший грим и причёски, а Чау была номинирована на «Оскар» за лучшую женскую роль второго плана.

## Сюжет
Чарли — затворник, страдающий патологическим ожирением. Он преподает студентам колледжа онлайн-курсы английского языка и литературы, но при этом никогда не включает веб-камеру, стыдясь своей неприглядной внешности. Его медсестра и единственная подруга Лиз постоянно уговаривает его обратиться в больницу для лечения хронической сердечной недостаточности, но у Чарли нет страховки, и он утверждает, что не может позволить себе дорогостоящее медицинское обслуживание. Чарли также навещает Томас, миссионер церкви «Новая жизнь», который пытается проповедовать ему Евангелие и хочет добиться его перерождения. Почти каждый вечер Чарли заказывает пиццу, прибегая к помощи доставщика Дэна, который оставляет пиццу на крыльце, забирает деньги из почтового ящика и уходит, лично не встречаясь с Чарли.
Чарли надеется наладить отношения с дочерью-подростком Элли, которую он бросил восемь лет назад, уйдя от жены Мэри к любовнику Алану. Он рассказывает, что уже много лет копит деньги, и предлагает Элли все 120 000 долларов, которые лежат на его банковском счете, если она без ведома матери будет проводить с ним время. Элли соглашается при условии, что он выполнит за неё домашнее задание и перепишет сочинение.
Состояние здоровья Чарли стремительно ухудшается, и Лиз даёт ему инвалидное кресло, чтобы ему было легче передвигаться по квартире. Визиты Томаса раздражают Лиз, и она отчитывает юношу. Лиз рассказывает, что является приёмной дочерью главного пастора «Новой жизни» и что Алан, любовник Чарли, был её братом. Чувство религиозной вины довело Алана до самоубийства, в результате чего у убитого горем Чарли развилось компульсивное переедание. Несмотря на возражения Лиз, Томас по-прежнему считает, что его миссия — спасти Чарли.
Элли подсыпает Чарли в сэндвич снотворное, и тот засыпает. Приходит Томас, они вдвоем с Элли курят марихуану, после чего Томас признаётся, что украл деньги молодёжной группы и сбежал из дома, потому что чувствовал себя неудовлетворённым работой миссионеров. Элли тайно записывает их разговор на телефон.
Лиз приводит Мэри, бывшую жену Чарли и мать Элли, в гости к Чарли. Когда Лиз узнаёт о сумме, которую Чарли накопил для Элли, она в ярости покидает дом, разгневанная тем, что Чарли врал ей про отсутствие денег на лечение. Мэри и Чарли ссорятся из-за его решения бросить семью ради Алана. Чарли полагает, что, обеспечив Элли достойное будущее, он хоть что-то сделал в своей жизни правильно. Вечером доставщик пиццы Дэн впервые видит Чарли и в шоке уходит. С Чарли происходит острый приступ обжорства, и он рассылает своим ученикам электронное письмо с ненормативной лексикой, в котором просит их забыть о заданиях и просто написать ему пару честных слов.
Томас в последний раз навещает Чарли и сообщает, что возвращается домой после того, как Элли отправила его признание в краже его церкви и семье, которые простили его и попросили вернуться. Чарли отчитывает Томаса, когда тот пытается объяснить смерть Алана его сексуальной ориентацией.
На следующем занятии Чарли сообщает своим студентам, что его увольняют после жалоб на отправленное им письмо, и зачитывает некоторые из полученных ответов. В знак благодарности за их откровенность он впервые включает веб-камеру, и студенты неоднозначно реагируют на его внешний облик. Чарли заявляет, что академические знания не имеют значения, но честные слова, которые написали его студенты, имеют, и резко заканчивает занятие, швырнув ноутбук в холодильник и разбив его вдребезги.
Лиз возвращается и утешает Чарли, здоровье которого ухудшается. Появляется Элли и в ярости отчитывает отца за сочинение, которое он согласился переписать для неё. Как оказалось, Чарли отдал вместо него сочинение о Моби Дике, написанное Элли в восьмом классе, которое он считает лучшим сочинением из всех, которые он когда-либо читал. Поначалу Элли ссорится с Чарли, но по настоянию отца читает свой текст вслух.
Чарли встаёт и начинает идти к Элли без посторонней помощи, как он уже пытался, но не смог сделать во время её первого визита. Когда она заканчивает читать, они улыбаются друг другу, и Чарли возносится вверх, охваченный ярким белым светом. Фильм заканчивается сценой из детства Элли, когда вся семья была вместе на пляже.

## В ролях
- Брендан Фрейзер — Чарли
- Сэди Синк — Элли, дочь Чарли
- Хонг Чау — Лиз, подруга Чарли, медсестра
- Саманта Мортон — Мэри, бывшая жена Чарли
- Тай Симпкинс — Томас, миссионер
- Сатья Шридхаран — Дэн, доставщик пиццы

## Производство

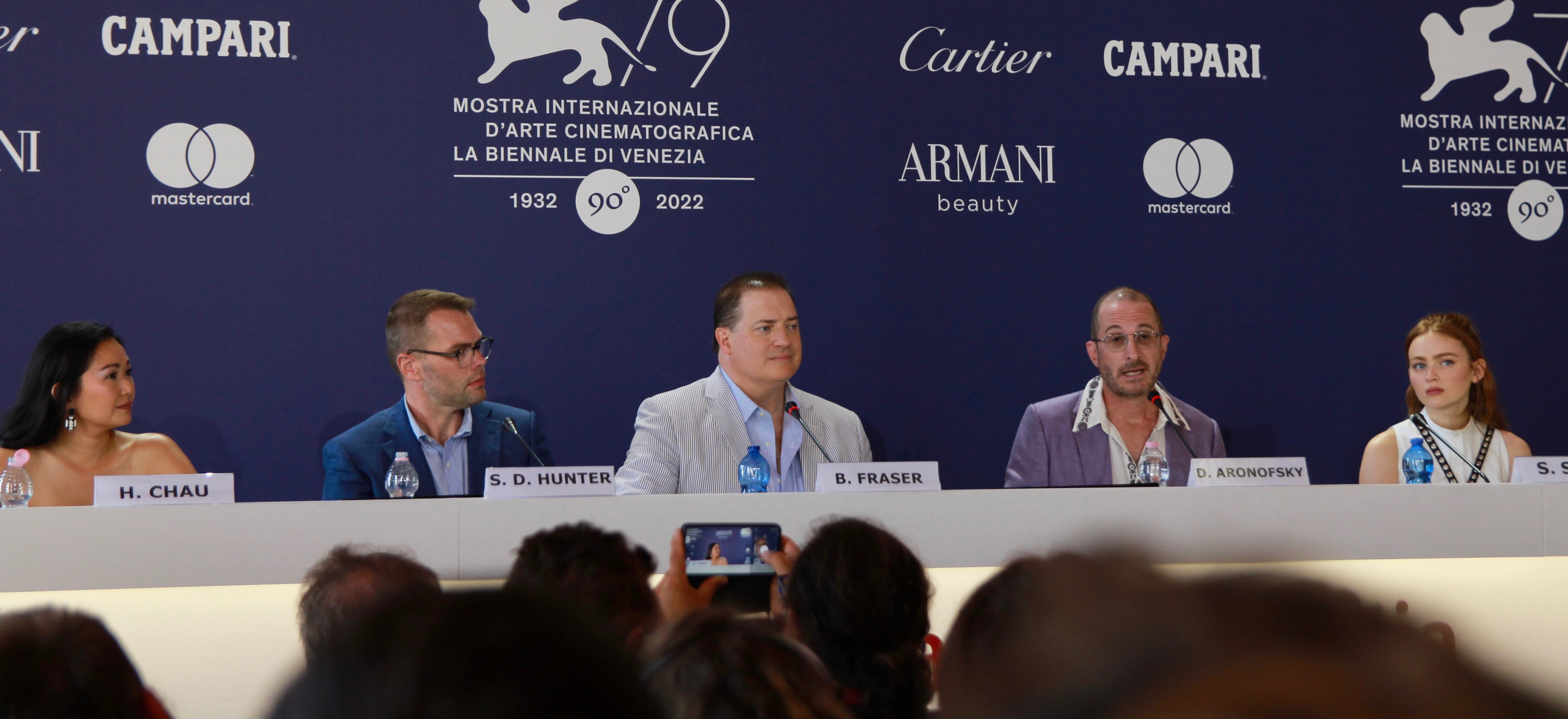
На 79-м Венецианском кинофестивале

11 января 2021 года стало известно, что кинокомпания A24 снимет фильм под названием «Кит», режиссёром выступит Даррен Аронофски, а главную роль исполнит Брендан Фрейзер. В феврале 2021 года к актёрскому составу присоединились Хонг Чау, Сэди Синк и Саманта Мортон, 4 марта 2021 года к актёрскому составу присоединился Тай Симпкинс.
Съёмки начались 8 марта и завершились 7 апреля 2021 года в Ньюберге, штат Нью-Йорк.
Для этой роли Брендан Фрейзер каждый день проводил по четыре часа с жировыми протезами, которые весили до 136 кг. Он также консультировался с Коалицией по борьбе с ожирением и в течение нескольких месяцев до начала съёмок работал с инструктором по танцам, чтобы определить, как его персонаж будет двигаться с лишним весом.

## Отзывы
Сайт-агрегатор рецензий Rotten Tomatoes сообщил, что рейтинг одобрения фильма составляет 65 % на основе 312 рецензий, средняя оценка — 6,7/10. Консенсус критиков сайта гласит: «Держась вместе с убийственным Бренданом Фрейзером, „Кит“ поет песню сопереживания, которая оставит большинство зрителей в слезах». Metacritic, который использует средневзвешенную оценку, присвоил фильму 60 баллов из 100 на основе 55 критиков, что означает «смешанные или средние отзывы».
Фильм «Кит» получил положительные отзывы на Международном кинофестивале в Торонто, где особенно хвалили выступления Фрейзера, Чау и Синк. Когда фильм вышел в ограниченный кинотеатральный прокат, Variety сообщила, что отзывы «были полярными, причем другие рецензии [помимо Variety] критиковали представление фильма о толстых людях». Гленн Кенни из RogerEbert.com высоко оценил режиссуру Аронофски и игру Фрейзера, написав, что «эта история — один из видов сердечной боли и человеческого непонимания» и «Аронофски и Фрейзер пошли на существенный риск во имя искреннего сопереживания». Робби Коллин из The Daily Telegraph поставил фильму пять звёзд, написав: «Фрейзер завершает своё возвращение в сенсационном фильме редкостного сострадания».
Фильм подвергся критике за изображение тучного главного героя, который постоянно подвергается осуждению. Журнал TIME объяснил причины разногласий, заявив: «Некоторые критики фильма считают, что он увековечивает избитые представления о толстых людях как о страдающих, находящихся в хронической депрессии и переедающих». В подкасте Don’t Let This Flop И Джей Диксон сказал, что фильм подвергся критике за использование жирового протеза вместо актёра, страдающего ожирением, и обвинениям в том, что он «стигматизирует и высмеивает толстых людей». В разделе NPR, посвященном культуре, Жаклин Диаз сообщила, что эта критика распространяется и на тех, кто называет предпосылки фильма «дегуманизирующими по своей сути». Роксана Гей, написавшая для The New York Times, выразила мнение, что сочувствие в фильме лишь поверхностное, а изображение Чарли усиливает стереотипы и предубеждения против толстяков.
Режиссёр Даррен Аронофски ответил на разногласия, защищая фильм, заявив, что критика «не имеет смысла». Аронофски сказал, что «актёры используют грим с самого начала актёрской игры — это один из их инструментов. И то, что мы сделали, чтобы создать реалистичный грим, никогда не делали раньше», добавив, что «людей с ожирением обычно изображают как плохих парней или как посмешище, мы же хотели создать полностью проработанного персонажа, в котором есть плохие и хорошие стороны». Он сказал о толстых людях, что «их осуждают везде, куда бы они ни пошли, большинство людей на планете. Этот фильм показывает, что они такие же люди, как мы все».

## Награды и номинации
- 2022 — четыре приза Венецианского кинофестиваля: приз Sorriso Diverso Venezia за лучший фильм на иностранном языке, приз Premio CinemaSarà, приз Leoncino d'Oro Agiscuola, 10-я премия INTERFILM за продвижение диалога между религиями.
- 2023 — две премии «Оскар» за лучшую мужскую роль (Брендан Фрейзер) и за лучший грим и причёски (Адриен Моро, Джуди Чин, Аннемари Брэдли-Шеррон), а также номинация за лучшую женскую роль второго плана (Хонг Чау).
- 2023 — четыре номинации на премию BAFTA: лучший адаптированный сценарий (Сэмюэль Хантер), лучшая мужская роль (Брендан Фрейзер), лучшая женская роль второго плана (Хонг Чау), лучший грим и причёски (Адриен Моро, Джуди Чин, Аннемари Брэдли-Шеррон).
- 2023 — номинация на премию «Золотой глобус» за лучшую мужскую роль — драма (Брендан Фрейзер).
- 2023 — премия Гильдии киноактёров США за лучшую мужскую роль (Брендан Фрейзер), а также номинация за лучшую женскую роль второго плана (Хонг Чау).
- 2023 — премия «Выбор критиков» за лучшую мужскую роль (Брендан Фрейзер), а также три номинации: лучший адаптированный сценарий (Сэмюэль Хантер), лучший молодой актёр или актриса (Сэди Синк), лучший грим и причёски.
- 2023 — премия «Спутник» за лучшую мужскую роль — драма (Брендан Фрейзер), а также номинация за лучший адаптированный сценарий (Сэмюэль Хантер).
- 2023 — две номинации на премии Лондонского кружка кинокритиков за лучшую мужскую роль (Брендан Фрейзер) и за лучшую женскую роль второго плана (Хонг Чау).
- 2024 — номинация на премию «Роберт» за лучший англоязычный фильм.